# Indywidualne Mistrzostwa Polski w Zapasach 1971

## Mistrzostwa Polski w Zapasach1971

### Mężczyźni
- styl wolny

24. Mistrzostwa Polski – x – x 1971, Poznań
- styl klasyczny

41. Mistrzostwa Polski – x – x 1971, Rzeszów

## Medaliści

### Mężczyźni

#### Styl wolny
| Kategoria:   | Złoto:                            | Srebro:                                 | Brąz:                             |
| 48 kg        | Tadeusz Kudelski Gwardia Warszawa | Eugeniusz Wenc Stal Rzeszów             | Stanisław Dziak LZS Bełżyce       |
| 52 kg        | Arnold Kropp Boruta Zgierz        | Kazimierz Łukasiewicz Gwardia Warszawa  | Andrzej Kudelski Gwardia Warszawa |
| 57 kg        | Marek Misiak Boruta Zgierz        | Jerzy Lipski Rzemieślnik Warszawa       | Lesław Kropp Boruta Zgierz        |
| 62 kg        | Andrzej Kowalski Skra Warszawa    | Zdzisław Stolarski Rzemieślnik Warszawa | Zbigniew Żedzicki GKS Tychy       |
| 68 kg        | Włodzimierz Cieślak Boruta Zgierz | Zygmunt Kudelski Gwardia Warszawa       | Henryk Henne Górnik Wesoła        |
| 74 kg        | Paweł Gawrysiak Grunwald Poznań   | Józef Durski Lotnik Wrocław             | Waldemar Dąsal Lotnik Wrocław     |
| 82 kg        | Franciszek Kampik Dąb Brzeźnica   | Jan Wypiorczyk Budowlani Łódź           | Henryk Klucha Grunwald Poznań     |
| 90 kg        | Paweł Kurczewski Budowlani Łódź   | Stanisław Modliszewski Skra Warszawa    | Henryk Mazur Wiking Wolin         |
| 100 kg       | Stanisław Makowiecki Stal Rzeszów | Stefan Kiełbowski Gwardia Warszawa      | Jerzy Nosalski ŁKS Łódź           |
| ponad 100 kg | Ryszard Długosz Stal Rzeszów      | Wiesław Bocheński Gwardia Warszawa      | Jan Dziengo GKS Tychy             |

#### Styl klasyczny
| Kategoria:   | Złoto:                                     | Srebro:                               | Brąz:                                 |
| 48 kg        | Jerzy Jaroszek Unia Racibórz               | Bernard Szczepański GKS Katowice      | Aleksander Zajączkowski Unia Racibórz |
| 52 kg        | Jan Michalik Wisłoka Stomil Dębica         | Wiesław Tańczyn Olimpia Elbląg        | Aleksander Sznicer Pafawag Wrocław    |
| 57 kg        | Janusz Marciniak Zagłębie Wałbrzych        | Józef Lipień Wisłoka Stomil Dębica    | Henryk Jarczyk Siła Mysłowice         |
| 62 kg        | Kazimierz Lipień Wisłoka Stomil Dębica     | Zdzisław Szewczyk Pafawag Wrocław     | Czesław Marzec Zagłębie Wałbrzych     |
| 68 kg        | Andrzej Supron Elektryczność Warszawa      | Jerzy Orlik Pafawag Wrocław           | Jan Tanżyna Unia Racibórz             |
| 74 kg        | Stanisław Krzesiński GKS Katowice          | Leszek Godecki Gwardia Warszawa       | Waldemar Surdyn Gwardia Warszawa      |
| 82 kg        | Marian Czardybon Siła Mysłowice            | Piotr Starzyński Unia Racibórz        | Antoni Masternak GKS Katowice         |
| 90 kg        | Czesław Kwieciński Siła Mysłowice          | Włodzimierz Smoliński Legia Warszawa  | Jan Stawowski Siła Mysłowice          |
| 100 kg       | Andrzej Skrzydlewski Wisłoka Stomil Dębica | Wacław Orłowski Wisłoka Stomil Dębica | Henryk Bierła GKS Katowice            |
| ponad 100 kg | Edward Wojda Spójnia Gdańsk                | Marek Galiński Pafawag Wrocław        | Jan Szmańta Unia Racibórz             |